# Mimoopsis fuscoapicatus
Mimoopsis fuscoapicatus är en skalbaggsart som först beskrevs av Leon Fairmaire 1879.  Mimoopsis fuscoapicatus ingår i släktet Mimoopsis och familjen långhorningar.
Artens utbredningsområde är:
- Fiji.
- Vanuatu.

Inga underarter finns listade i Catalogue of Life.